# Дяченко Сергій Сергійович
Сергі́й Сергі́йович Дяче́нко (14 квітня 1945 — 5 травня 2022) — український письменник-фантаст, сценарист. У минулому — вчений-психіатр і генетик. Працював у співавторстві зі своєю дружиною Мариною Дяченко. Писав російською мовою.

## Біографія
Сергій Дяченко народився 14 квітня 1945 року у Києві. Син видатного українського мікробіолога, професора Сергія Степановича Дяченка. У 1966 році закінчив Київський медичний інститут, працював лікарем-психіатром. Кандидат біологічних наук. 1989 року закінчив сценарний факультет ВДІКу. Член Союзу кінематографістів СРСР з 1987 року, Союзу письменників СРСР з 1983 року. Лавреат Національної премії України ім. Т. Г. Шевченка 1987 року разом з А. Д. Борсюком (режисером), О. І. Фроловим (оператором) за повнометражний науково-популярний фільм «Зірка Вавилова» Київської кіностудії науково-популярних фільмів. Автор кіносценаріїв до фільмів: «Микола Вавилов», «Голод-33», «Гетьманські клейноди», «Генетика і ми», «Природи міцні затвори», «Совість у білому халаті», «Академік Бєляєв», «Зірка Вавилова» та ін. До 2009 року жив і працював у Києві, потім переїхав до Москви. У 2013 році разом з дружиною Мариною переїхали з Росії у США та відтоді проживали у штаті Каліфорнія.
На загальноєвропейській конференції фантастів «Єврокон-2005» в Глазго разом з Мариною Дяченко визнаний найкращим письменником-фантастом Європи. У співавторстві з нею написав 25 романів, десятки повістей та оповідань, кілька дитячих книжок.
Помер 5 травня 2022 року. Про це повідомила його дружина.